# Memecylon dasyanthum
Memecylon dasyanthum là một loài thực vật thuộc họ Melastomataceae. Đây là loài đặc hữu của Cameroon. Môi trường sống tự nhiên của chúng là vùng núi ẩm nhiệt đới hoặc cận nhiệt đới. Chúng hiện đang bị đe dọa vì mất môi trường sống.